# محطة إكسبو 2020 (مترو دبي)
محطة مدينة اكسبو دبي (محطة إكسبو 2020 سابقًا)، هي محطة نقل سريع على طريق 2020 من الخط الأحمر لشبكة مترو دبي في دبي، الإمارات العربية المتحدة.
افتتحت محطة المترو في 1 يونيو 2021 كجزء من طريق 2020، الذي أنشأ لربط وسط دبي بموقع معرض إكسبو 2020، والذي تم تحويله إلى مدينة إكسبو دبي في 20 يونيو 2022. تأخر الجدول الزمني بسبب جائحة كوفيد-19 في دولة الإمارات العربية المتحدة.
تبلغ مدة السفر بين محطة سنتربوينت في المحطة الشمالية للخط الأحمر ومحطة مدينة إكسبو دبي ساعة و14 دقيقة مع تردد خدمة قدره دقيقتين و38 ثانية خلال أوقات الذروة (24 قطاراً في الساعة في كل اتجاه) وبطاقة استيعابية تبلغ 16.000 راكب في الساعة في كل اتجاه.
تقع المحطة إلى الشمال الشرقي من مدينة إكسبو دبي، مع إمكانية الوصول المباشر إلى المدخل الرئيسي المؤدي إلى ساحة الوصل، وهي المحطة الأخيرة على طريق 2020، على الرغم من وجود خطط لمد الخط إلى مطار آل مكتوم الدولي جنوبًا. حاليا تعمل خدمة الحافلات بين معرض إكسبو 2020 والمطار.
في 13 مارس 2024، أعيد تسمية المحطة إلى محطة مدينة إكسبو دبي استجابةً لتحول إكسبو 2020.
صُممت محطة إكسبو 2020 لتشبه الطائرات التي تعد أحد أعظم الابتكارات في التاريخ، وهي مستوحاة من شكل أجنحة الطائرة لترمز إلى الابتكار والتقدّم.

## جوائز
فازت محطة «مترو إكسبو 2020 دبي» بجائزة فرساي العالمية للهندسة المعمارية والتصميم لعام 2022 عن فئة أفضل محطة ركاب، وكانت بين 24 مشروعاً، تم الاعتراف بها بأنها الأفضل في الهندسة المعمارية المعاصرة في الجائزة العالمية.